# Era de ouro dos arcades
A chamada Era de Ouro dos Arcades foi uma época de grandes avanços tecnológicos e criatividade no design de jogos eletrônicos.
Não existe um consenso sobre a data precisa deste período: segundo Walter Day, fundador da Twin Galaxies, a era de ouro começou em 18 de janeiro de 1982, e terminou em 5 de janeiro de 1986; para o jornalista Steven L. Kent, no seu livro "The Ultimate History of Video Games", o período vai de 1978, ano de criação do Space Invaders, até 1983, ano do Crache norte-americano dos jogos eletrônicos. Já o jornalista Jason Whittaker, em seu livro "The Cyberspace Handbook", defende que esta era inicia-se com Space Invaders.
Assim, define-se que o "fenômeno arcade" começa mais ou menos no final dos anos 70 e comecinho dos 80, quando vários jogos de sucesso como Asteroids, Space Invaders, Galaxian, Donkey Kong e Pac-Man fizeram os arcades estourarem de vez, e termina em meados da década de 1980, muito por conta da crise dos jogos eletrônicos de 1983.

## Histórico
A Era de Ouro dos Jogos Arcades é uma época que foi de 1978 (ano de criação do Space Invaders) até 1983 (ano do Crash dos Videogames), e que marca uma verdadeira ascensão desse tipo de jogo existente.
Em 1978, a Taito cria o famoso Space Invaders, considerado o primeiro título blockbuster dos fliperamas. Depois, outros jogos históricos surgiram, como Pac-Man (Namco), Asteroids (Atari), Frogger (Konami) etc. Além dos grande lançamentos, nesse período vários outros estabelecimentos – como bares e restaurantes – possuíam ambientes para essas máquinas, mostrando como sua popularidade havia aumentado.
De acordo com publicações da época, os rendimentos gerados nos EUA pelos arcades saltaram de US$ 308 000 000 em 1978 para US$ 968 000 000 em 1979, depois US$ 2,8 bilhões em 1980, e US$ 4,9 bilhões em 1981. Esses números fizeram dos jogos de arcade o meio de entretenimento mais popular no país, superando de longe tanto a música pop (em US$ 4 bilhões em vendas por ano) quanto os filmes de Hollywood (US$ 3 bilhões).
Excluindo um breve ressurgimento no início da década de 1990, a indústria arcade declinou no ocidente quando os consoles pessoais aumentaram a sua capacidade e diminuíram os custos

## Na mídia
Em 2012, foi lançado o filme The Space Invaders: In Search of Lost Time, um documentário que fala justamente dessa era de ouro.

## Jogos mais populares
| - Space Invaders (1978) - Asteroids (1979) - Galaxian (1979) - Lunar Lander (1979) - Battlezone (1980) - Berzerk (1980) - Centipede (1980) - Defender (1980) - Missile Command (1980) - Pac-Man (1980) - Star Castle (1980) - Warlords (1980) - Wizard of Wor (1980) - Donkey Kong (1981) - Frogger (1981) - Galaga (1981) - Ms. Pac Man (1981) - Qix (1981) | - Tempest (1981) - Vanguard (1981) - Burgertime (1982) - Dig Dug (1982) - Joust (1982) - Moon Patrol (1982) - Pole Position (1982) - Q*bert (1982) - Robotron 2084 (1982) - Time Pilot (1982) - Tron (1982) - Xevious (1982) - Zaxxon (1982) - Dragon's Lair (1983) - Elevator Action (1983) - Spy Hunter (1983) - Star Wars (1983) - Tapper (1983) |